# Étienne Piquiral
Étienne Piquiral   (Perpinyà, 15 de juny de 1901 - Lübeck, 13 de març de 1945) va ser un jugador de rugbi a 15 nord-català que va competir durant les dècades de 1910 i 1920.
El 1924 va ser seleccionat per jugar amb la selecció de França de rugbi a 15 que va prendre part en els Jocs Olímpics d'Estiu de París, on guanyà la medalla de plata. Va disputar 19 partits amb la selecció nacional.
A nivell de clubs va jugar al CA Périgourdin (fins al 1919), l'Union Bordeaux Bègles (1919-20), Bordeaux Étudiant Club (1920-21), Racing Club de France (1921-26) i FC Lyonnaise (1926-28).
Durant la Segona Guerra Mundial fou capità del 248è regiment d'artilleria. Fou capturat pels alemanys i va morir de malaltia al camp de presoners de Lübeck el 13 de març de 1945.